# Le Claon
 Le Claon  es una población y comuna francesa, en la región de Lorena, departamento de Mosa, en el distrito de Verdún y cantón de Clermont-en-Argonne.

## Demografía
| 93 | 111 | 92 | 73 | 79 | 69 |
| Para los censos de 1962 a 1999 la población legal corresponde a la población sin duplicidades (Fuente: INSEE [Consultar]) |     |    |    |    |    |